# Dyschoriste capitata
Dyschoriste capitata är en akantusväxtart som först beskrevs av Oerst., och fick sitt nu gällande namn av Carl Ernst Otto Kuntze. Dyschoriste capitata ingår i släktet Dyschoriste och familjen akantusväxter. Inga underarter finns listade i Catalogue of Life.